# Herpetospermum
Herpetospermum — рід квіткових рослин родини гарбузових.
Його рідний ареал простягається від Гімалаїв до південного центрального Китаю та північної М'янми.
Види:
- Herpetospermum darjeelingense (C.B.Clarke) H.Schaef. & S.S.Renner
- Herpetospermum operculatum K.Pradheep, A.Pandey, K.C.Bhatt & E.R.Nayar
- Herpetospermum pedunculosum (Ser.) C.B.Clarke
- Herpetospermum tonglense (C.B.Clarke) H.Schaef. & S.S.Renner